# Millie Forsberg
Millie Forsberg (* 11. September 1987 in Berlin) ist eine deutsche DJ und Synchronsprecherin. 

## Leben
Millie Forsberg begann bereits mit zehn Jahren als Synchronsprecherin zu arbeiten. Zudem ist sie seit vielen Jahren als DJ aktiv. Sie ist die Tochter von Denise Gorzelanny und Schwester von Nick Forsberg, die beide ebenfalls als Synchronsprecher tätig sind.

## Sprechrollen (Auswahl)
Mamiko Noto
- 2005: Magister Negi Magi (als Nodoka Miyazaki)
- 2006–2007: Magister Negi Magi Negima!? (als Nodoka Miyazaki)
- 2006: Magister Negi Magi Negima!? Spring Special (als Nodoka Miyazaki)
- 2006: Magister Negi Magi Negima!? Summer Special (als Nodoka Miyazaki)

Mika Boorem
- 1998: Jack Frost - Der coolste Dad der Welt! (als Natalie)
- 2002: Blue Crush (als Penny)

Alexa PenaVega
- 2002: Spy Kids 2 – Die Rückkehr der Superspione (als Carmen Cortez)
- 2003: Spy Kids 3-D: Game Over (als Carmen Cortez)

Ashley Park
- seit 2020: Emily in Paris (als Mindy Chen)
- 2023: Joy Ride - The Trip (als Audrey Sullivan)
- 2024: Mean Girls – Der Girls Club (als Madame Park)

### Serien
- 2002–2008: Blaubär und Blöd (als Rosa Bärchen)
- 2010–2011: Life Unexpected – Plötzlich Familie für Ksenia Solo (als Natasha Siviac)
- 2013–2018: House of Cards für Kate Lyn Sheil (als Lisa Williams)
- 2013–2015: Instant Mom für Haley Pullos (als Molly)
- 2013–2014: Masters of Sex für Rose McIver (als Vivian Scully)
- 2013: The White Queen für Eleanor Tomlinson (als Isabel Neville)
- 2016: Animal Kingdom für Kelli Berglund (als Olivia)
- 2021: Jupiter’s Legacy für Humberly González (als Gabriella / Neutrino)
- 2022: The Lazarus Project für Charly Clive (als Sarah)

### Filme
- 2002: 28 Days Later für Megan Burns (als Hannah)
- 2007: Into the Wild für Signe Egholm Olsen (als Sonja)
- 2007: Sweeney Todd – Der teuflische Barbier aus der Fleet Street für Jayne Wisener (als Johanna)
- 2008: Lange Beine, kurze Lügen und ein Fünkchen Wahrheit … für Zoë Kravitz (als Valerie)
- 2009: Blood – The Last Vampire für Masiela Lusha (als Sharon)
- 2009: Halloween II für Angela Trimbur (als Harley David)
- 2009: I Love You, Beth Cooper für Marie Avgeropoulos (als Valli Wooley)
- 2013: Percy Jackson – Im Bann des Zyklopen für Paloma Kwiatkowski (als Thalia Grace)
- 2014: Der 7bte Zwerg (als Aschenputtel)
- 2020: Nur die halbe Geschichte für Gabrielle Samels (als Amber)
- 2022: The House für Susan Wokoma (als Rosa)